# Cracked Rear View
Het debuutalbum Cracked Rear View van de Amerikaanse rockband Hootie & the Blowfish uit 1994 werd meteen het eerste en ook het grootste succes, waarvan het meeste in Noord-Amerika. Het album bereikte de eerste plaats in de albumlijsten van Canada, de Verenigde Staten en Nieuw-Zeeland. Tot en met juni 2024 werden er in de VS alleen al ruim 22 miljoen exemplaren van Cracked Rear View verkocht, wat resulteerde in 2 keer diamant (22 keer platina). Tevens werd het album het bestverkochte van 1995 in de VS, en was het een van de snelst verkochte debuutalbums aller tijden. Cracked Rear View kenmerkte vijf hits, "Hold My Hand" (nr. 10 in de VS), "Let Her Cry" (nr. 9 in de VS), "Only Wanna Be with You" (nr. 6 in de VS), "Time" (nr. 14 in de VS) en "Drowning". In 1995 bereikten Hootie & the Blowfish en Bob Dylan een schikking voor het ongeoorloofd gebruik van teksten in het nummer "Only Wanna Be with You". Oud Miami Dolphins Pro Football Hall of Fame quarterback Dan Marino verscheen in de video voor het nummer "Only Wanna Be with You", samen met een aantal andere sporters. Het nummer bereikte in Nederland de 44e plaats in de Single Top 100.

## Tracklist
Alle nummers zijn geschreven door Mark Bryan, Dean Felber, Darius Rucker en Jim "Soni" Sonefeld. Bob Dylan schreef gedeeltelijk mee op "Only Wanna Be with You".
1. "Hannah Jane" - 3:33
2. "Hold My Hand" - 4:15
3. "Let Her Cry" - 5:08
4. "Only Wanna Be with You" - 3:46
5. "Running from an Angel" - 3:37
6. "I'm Goin' Home" - 4:11
7. "Drowning" - 5:01
8. "Time" - 4:53
9. "Look Away" - 2:38
10. "Not Even the Trees" - 4:37
11. "Goodbye" - 4:05

Inclusief een hidden track, "Sometimes I Feel Like a Motherless Child" (Traditional) - 0:54

## Hitlijsten en verkoop
| Land                      | Toppositie | Certificatie             | Verkoop                 |
| ------------------------- | ---------- | ------------------------ | ----------------------- |
| Australië (ARIA)          | 7          | 2x Platina               | 140.000+                |
| Canada (Music Canada)     | 1 (3wk)    | Diamant (10x Platina)    | 1.000.000+              |
| Duitsland (BVMI)          | 45         | -                        | -                       |
| Nieuw-Zeeland (RMNZ)      | 1 (4wk)    | Platina                  | 15.000+                 |
| Schotland (OCC)           | 16         | -                        | -                       |
| Verenigd Koninkrijk (BPI) | 12         | Goud                     | 100.000+                |
| Verenigde Staten (RIAA)   | 1 (8wk)    | 2x Diamant (22x Platina) | 22.000.000+ (juni 2024) |

## Muzikanten
Hootie & the Blowfish
- Mark Bryan - akoestische gitaar, elektrische gitaar, percussie en achtergrondzang, verder speelt hij mandoline op "Only Wanna Be with You" en piano op "Not Even the Trees"
- Dean Felber - basgitaar, clavinet en achtergrondzang, verder speelt hij piano op "Only Wanna Be with You"
- Darius Rucker - akoestische gitaar, percussie en zang
- Jim "Soni" Sonefeld - drums en achtergrondzang

Gastmuzikanten
- David Crosby - achtergrondzang op "Hold My Hand"
- John Nau - hammondorgel, verder speelt hij piano op "I'm Goin' Home"
- Lili Haydn - viool op "Look Away" en "Running from an Angel"